# 水島駐屯地
水島駐屯地（みずしまちゅうとんち、JGSDF Camp Mizushima）とはかつて岡山県倉敷市水島連島町に所在した陸上自衛隊の駐屯地である。警察予備隊・保安隊の創成期に第7連隊や第8連隊の本部などが駐屯していた。

## 沿革
警察予備隊水島駐屯地
- 1950年（昭和25年）10月9日：警察予備隊水島部隊が駐屯し、駐屯地開設。
- 1951年（昭和26年）4月30日：警察予備隊第3管区隊第7連隊が編成され、連隊本部および第1大隊が駐屯。
- 1952年（昭和27年）1月19日：第7連隊本部および第1大隊が福知山駐屯地に移駐[1]。

保安隊水島駐屯地
- 1952年（昭和27年）10月15日：保安隊へ移管。
- 1953年（昭和28年）
  - 5月21日：第8連隊第3大隊が信太山駐屯地から移駐。
  - 10月10日：第8連隊第1大隊が出雲駐屯地に移駐[2]。

陸上自衛隊水島駐屯地
- 1954年（昭和29年）
  - 7月1日：陸上自衛隊へ移管。
  - 7月5日：第6教育隊が新編。
- 1955年（昭和30年）4月5日：水島駐屯地の分屯地として三軒屋分屯地が開設[3]。
- 1957年（昭和32年）9月10日：水島駐屯地廃止[4]、三軒屋分屯地は駐屯地に昇格[3]。廃止に先立ち8月29日に閉庁式が行われた。